# La Marche nuptiale (film, 1915)
Pour les articles homonymes, voir La Marche nuptiale.
Pour plus de détails, voir Fiche technique et Distribution.
La Marche nuptiale (La marcia nuziale) est un film dramatique italien de Carmine Gallone réalisé en 1915. La première eut lieu à Rome le 26 novembre 1915. Le film adapte la pièce de théâtre La Marche nuptiale (1905) d'Henry Bataille.

## Synopsis
L'histoire de Grâce de Plassans (Borelli), jeune femme de famille noble mais désargentée. Ayant reçu une éducation chrétienne, elle se croit une vocation religieuse : on la découvre troublée par ses élans mystiques lors de ses heures pianistiques. Elle s'éprend de son professeur de piano, Claude Morillot (Amleto Novelli), lorsqu'ils jouent à quatre mains La Marche nuptiale de Felix Mendelssohn. Si celui montre un caractère aimable, il n'en reste pas moins de caractère faible, de talent médiocre et surtout d'un milieu social très inférieur au sien. Face au refus par ses parents d'un mariage, Grâce rompt avec sa famille pour suivre son aimé et reste quelque temps héroïque à ses côtés dans l'adversité. 
Le destin semble se montrer plus clément lorsqu'elle rencontre son ancienne amie Suzanne, mariée au banquier Roger Le Chatelier, qui engage Claude. Lorsque Grâce exprime son souhait d'avoir un piano, Claude subtilise de l'argent dans une caisse appartenant au riche couple. Grâce est consternée et déprimée par cet acte vil. Elle retrouve joie pour un instant quand, rejoignant le riche couple, elle espère une romance avec Roger. Mais elle retourne finalement vers Claude. Elle éprouve un autre éphémère moment de joie lorsque celui-ci joue encore une fois La Marche nuptiale. 
Puis, soudainement, on entend un violent coup de feu lorsque Grâce se suicide.

## Distribution
- Lyda Borelli : Grâce de Plassans
- Francesco Cacace : Roger Le Chatelier
- Wanda Capodaglio
- Angelo Gallina
- Leda Gys : Suzanne Le Chatelier
- Amleto Novelli : Claude Morillot

## Anecdotes
Lyda Borelli (1887-1959) était déjà une actrice de théâtre reconnue avant de devenir la diva du cinéma muet italien. La fascinante star causa un engouement, taxé de 'Borellismo', parmi ses admiratrices qui voulaient lui ressembler.
Parmi les adaptations cinématographiques italiennes du répertoire français à cette période , Henry Bataille fut un auteur prisé : La Femme nue (La donna nuda, C. Gallone, 1914), Le Phalène (La falena, C. Gallone, 1916),  L'enfant de l'amour (Emilio Ghione, 1916),  Maman Colibri (Alfredo De Antoni, 1918), L’enchantement (Incantesimo, Ugo Gracci, 1919), La vierge folle (La vergine folle, Gennaro Righelli, 1920), Le masque (La maschera, Ivo Illuminati, 1921).